# Esporte Clube 14 de Julho
Maillots
L'Esporte Clube 14 de Julho est un club brésilien de football basé à Santana do Livramento dans l'État du Rio Grande do Sul. 
Le club évolue en seconde division du championnat de Rio Grande do Sul, il a participé à la première édition du championnat en 1910. 
Le 14 de Julho est considéré comme étant le quatrième plus ancien club du Brésil. Son principal rival est le Grêmio Foot-Ball Santanense, lui aussi basé à Santana do Livramento. 